# Arzviller
Ne doit pas être confondu avec Hartzviller.
Arzviller (prononcé [aʁzvilɛʁ] ; Archeville au XVIIIe s., Arzweiler pendant les occupations allemandes) est une commune française située dans le département de la Moselle, en région Grand Est.
Cette commune se trouve dans la région historique de Lorraine et fait partie du pays de Sarrebourg. Elle puise sa particularité dans ses influences franco-allemandes et son dialecte germanique qui en font, avec les villages de la région, une exception culturelle.
Arzviller est un village qui se trouve au sein d'une vaste zone de tourisme et d'échanges. Tout au long de l'année, il est animé par les fêtes de la Saint-Jean, le messti, le marché de Noël ou encore par les nombreux événements culturels et sportifs (spectacles, repas, soirées à thèmes, centres de vacances...) organisés par les associations du village comme les arboriculteurs d'Arzviller & environs, l'Association des Parents d'Arzviller, le club de gymnastique, la capoeira, à contre canal, télé-réception...

## Géographie
| Hommarting  | Brouviller | Henridorff  |
|             | Arzviller  | Saint-Louis |
| Guntzviller |            |             |

### Localisation
À proximité du Plan incliné de Saint-Louis-Arzviller et du rocher du Dabo, le village se trouve à une heure de Strasbourg, Nancy et Metz de par sa proximité avec l'autoroute A4 et la route nationale 4.

### Voies de communication et transports
La commune est desservie par plusieurs lignes d'autocars.
- Plan incliné de Saint-Louis-Arzviller sur le canal de la Marne au Rhin, mis en service en janvier 1969 en remplacement de 17 écluses sur 4 km ; unique en Europe[1].
- Voie de halage longeant le canal de la Marne au Rhin permettant de remonter les 17 anciennes écluses via la piste cyclable Sarrebourg-Strasbourg. Ce parcours permet de découvrir la biodiversité et l'histoire de la vallée des éclusiers au travers de bornes et d'un amphithéâtre naturel permettant la présentation de spectacles[2].

#### Voies ferrées
La gare d'Arzviller, située sur la ligne Paris - Strasbourg, se trouve en fait sur le territoire de la commune de Saint-Louis. Elle est aujourd'hui fermée à tout trafic. Les gares ouvertes les plus proches de la commune sont les gares de Sarrebourg, Réding et Lutzelbourg.

### Hydrographie
La commune est située dans le bassin versant du Rhin au sein du bassin Rhin-Meuse. Elle est drainée par le canal de la Marne au Rhin, le ruisseau d'Arzviller, le ruisseau Forellenbaechel et le ruisseau le Steiglenbach.
Le canal de la Marne au Rhin, d'une longueur totale de 314 km, et 178 écluses à l'origine, relie la Marne (à Vitry-le-François) au Rhin (à Strasbourg). Par le canal latéral de la Marne, il est connecté au réseau navigable de la Seine vers l'Île-de-France et la Normandie.

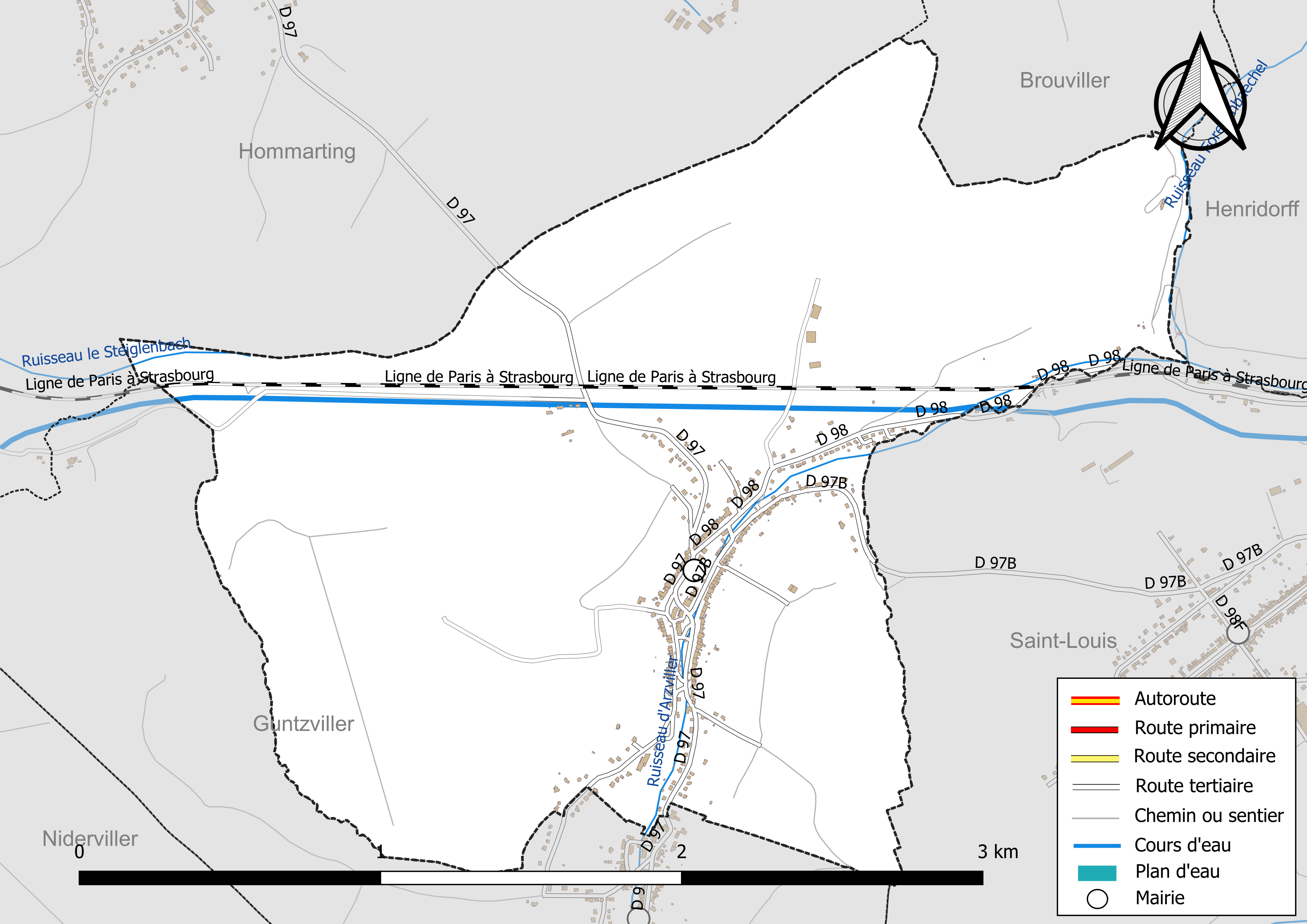
Réseaux hydrographique et routier d'Arzviller.

La qualité des eaux des principaux cours d'eau de la commune, notamment du canal de la Marne au Rhin, peut être consultée sur un site spécial géré par les agences de l’eau et l’Agence française pour la biodiversité.

### Climat
Pour des articles plus généraux, voir Climat du Grand Est et Climat de la Moselle.
En 2010, le climat de la commune est de type climat des marges montargnardes, selon une étude du Centre national de la recherche scientifique s'appuyant sur une série de données couvrant la période 1971-2000. En 2020, Météo-France publie une typologie des climats de la France métropolitaine dans laquelle la commune est exposée à un climat semi-continental et est dans la région climatique Vosges, caractérisée par une pluviométrie très élevée (1 500 à 2 000 mm/an) en toutes saisons et un hiver rude (moins de 1 °C).
Pour la période 1971-2000, la température annuelle moyenne est de 9,8 °C, avec une amplitude thermique annuelle de 17,1 °C. Le cumul annuel moyen de précipitations est de 1 012 mm, avec 13 jours de précipitations en janvier et 10,4 jours en juillet. Pour la période 1991-2020, la température moyenne annuelle observée sur la station météorologique de Météo-France la plus proche, « Phalsbourg_sapc », sur la commune de Danne-et-Quatre-Vents à 11 km à vol d'oiseau, est de 10,4 °C et le cumul annuel moyen de précipitations est de 864,9 mm. 
La température maximale relevée sur cette station est de 38,1 °C, atteinte le 12 août 2003 ; la température minimale est de −22 °C, atteinte le 10 février 1956,,.
Les paramètres climatiques de la commune ont été estimés pour le milieu du siècle (2041-2070) selon différents scénarios d'émission de gaz à effet de serre à partir des nouvelles projections climatiques de référence DRIAS-2020. Ils sont consultables sur un site spécial publié par Météo-France en novembre 2022.

## Urbanisme

### Typologie
Au 1er janvier 2024, Arzviller est catégorisée commune rurale à habitat dispersé, selon la nouvelle grille communale de densité à sept niveaux définie par l'Insee en 2022.
Elle est située hors unité urbaine. Par ailleurs la commune fait partie de l'aire d'attraction de Sarrebourg, dont elle est une commune de la couronne,. Cette aire, qui regroupe 87 communes, est catégorisée dans les aires de 50 000 à moins de 200 000 habitants,.

### Occupation des sols
L'occupation des sols de la commune, telle qu'elle ressort de la base de données européenne d’occupation biophysique des sols Corine Land Cover (CLC), est marquée par l'importance des territoires agricoles (69,6 % en 2018), en diminution par rapport à 1990 (71,7 %). La répartition détaillée en 2018 est la suivante : 
terres arables (55,1 %), forêts (23,2 %), cultures permanentes (9 %), zones urbanisées (7,2 %), prairies (5,5 %). L'évolution de l’occupation des sols de la commune et de ses infrastructures peut être observée sur les différentes représentations cartographiques du territoire : la carte de Cassini (XVIIIe siècle), la carte d'état-major (1820-1866) et les cartes ou photos aériennes de l'IGN pour la période actuelle (1950 à aujourd'hui).

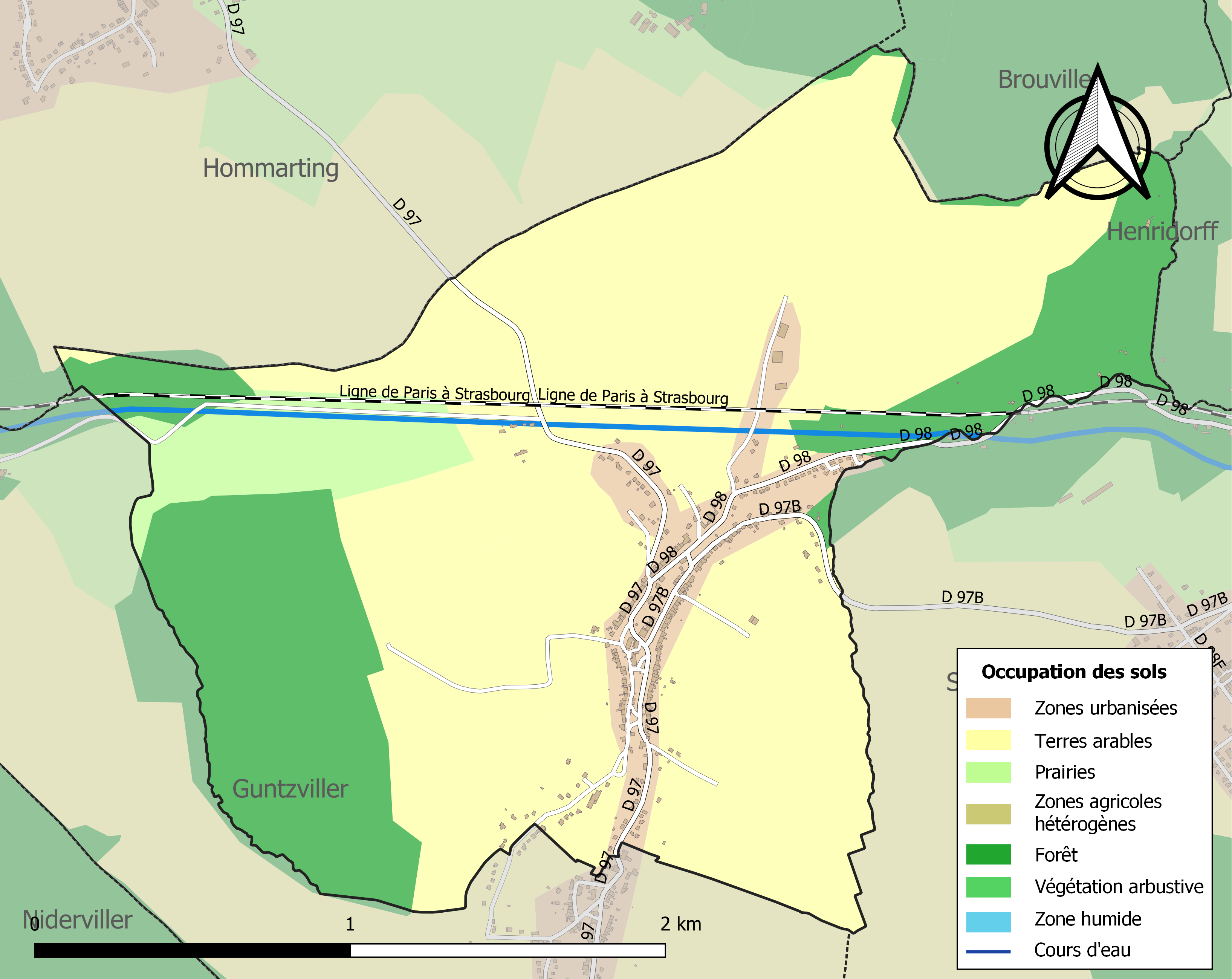
Carte des infrastructures et de l'occupation des sols de la commune en 2018 (CLC).

## Toponymie
- En francique lorrain: Eerschwiller, En allemand Arzweiler (1871-1918).
- S'appelait anciennement Arscheviller et aurait été désigné par erreur sous le nom de Hartzwiller sur la nouvelle carte topographique de la France[16].
- Erschweiller (1568), Herchweiller (1707), Archeville au XVIIIe s., Archeviller (1793), Artzviller[17].

### Sobriquet
- D’Stadtkatz (chat de ville)[18].

## Histoire
- Bailliage de Lixheim.
- Durant la guerre de Trente Ans, le village fut détruit et la population massacrée.

## Politique et administration
| Période                                  | Période   | Identité         | Étiquette | Qualité |
| ---------------------------------------- | --------- | ---------------- | --------- | ------- |
| Les données manquantes sont à compléter. |           |                  |           |         |
| 1977                                     | 1995      | Charles Stadler  |           |         |
| 1995                                     | mars 2008 | Jean-Michel Mutz |           |         |
| mars 2008                                | mai 2020  | Michel Carabin   |           |         |
| mai 2020                                 | En cours  | Philippe Schott  |           |         |

## Démographie
L'évolution du nombre d'habitants est connue à travers les recensements de la population effectués dans la commune depuis 1793. Pour les communes de moins de 10 000 habitants, une enquête de recensement portant sur toute la population est réalisée tous les cinq ans, les populations de référence des années intermédiaires étant quant à elles estimées par interpolation ou extrapolation. Pour la commune, le premier recensement exhaustif entrant dans le cadre du nouveau dispositif a été réalisé en 2007.

En 2022, la commune comptait 523 habitants, en évolution de −2,97 % par rapport à 2016 (Moselle : +0,52 %, France hors Mayotte : +2,11 %).
| 1793 | 1800 | 1806 | 1821 | 1831 | 1836 | 1841 | 1846 | 1851 |
| ---- | ---- | ---- | ---- | ---- | ---- | ---- | ---- | ---- |
| 406  | 358  | 416  | 475  | 575  | 587  | 774  | 741  | 652  |

| 1856 | 1861 | 1871 | 1875 | 1880 | 1885 | 1890 | 1895 | 1900 |
| ---- | ---- | ---- | ---- | ---- | ---- | ---- | ---- | ---- |
| 531  | 565  | 562  | 563  | 616  | 611  | 581  | 624  | 645  |

| 1905 | 1910 | 1921 | 1926 | 1931 | 1936 | 1946 | 1954 | 1962 |
| ---- | ---- | ---- | ---- | ---- | ---- | ---- | ---- | ---- |
| 696  | 692  | 529  | 502  | 507  | 504  | 515  | 507  | 520  |

| 1968 | 1975 | 1982 | 1990 | 1999 | 2006 | 2007 | 2012 | 2017 |
| ---- | ---- | ---- | ---- | ---- | ---- | ---- | ---- | ---- |
| 507  | 486  | 544  | 508  | 516  | 520  | 521  | 551  | 535  |

| 2022 | - | - | - | - | - | - | - | - |
| ---- | - | - | - | - | - | - | - | - |
| 523  | - | - | - | - | - | - | - | - |

## Culture locale et patrimoine

### Lieux et monuments

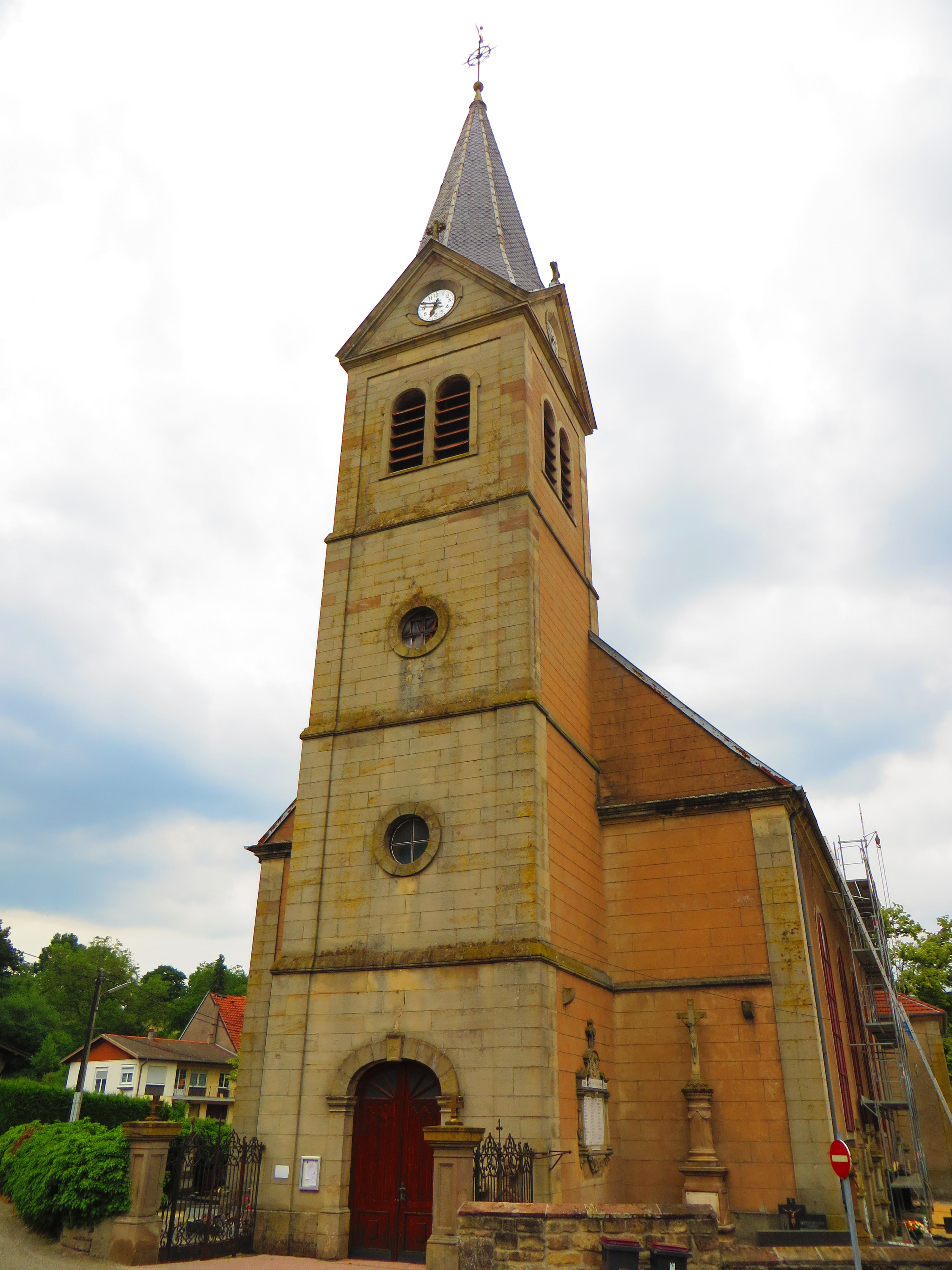
Église Saint-Michel.

- Église Saint-Michel XVIIIe siècle, remaniée XIXe siècle, orgue XVIIIe siècle.

### Personnalités liées à la commune
- Peter Reheis (1739 - 1804), architecte du Baroque.

### Héraldique
| Blason de Arzviller | Blason  | Coupé : au 1er d'or au lion issant d'azur, armé, lampassé et couronné du champ, au 2e fuselé d'argent et de gueules. |
| Blason de Arzviller | Détails | Le statut officiel du blason reste à déterminer.                                                                     |

## Pour approfondir